# أبراهام بيران
أبراهام بيران Avraham Biran (بالعبرية: אברהם בירן‏) (من مواليد 23 أكتوبر 1909 - 16 سبتمبر 2008) عالم آثار إسرائيلي، اشتهر بترأس الحفريات في تل دان في شمال إسرائيل.
وترأس لسنوات عديدة معهد الآثار في كلية الاتحاد العبري في القدس.
حصل على جائزة إسرائيل في علم الآثار في عام 2002. 

## حياته
ولد أبراهام بيرغمان (لاحقًا بيران) عام 1909 في بتاح تكفا، التي كانت آنذاك جزءًا من الإمبراطورية العثمانية. وكان يحب أن يشير إلى نفسه على أنه إسرائيلي من ماي فلاور ، لأن أسلافه كانوا من بين مؤسسي مستوطنة روش بينا. انتقلت عائلته خلال شبابه إلى مصر، حيث كان والده يدير مزرعة في قرية صغيرة. وقد جاء جده الأكبر الروماني المولد إلى فلسطين قبل عقود من إطلاق تيودور هرتزل للصهيونية السياسية عام 1897.  وبعد وفاة والده عادت الأسرة إلى فلسطين ونشأ في منزل أجداده حتى سن 13 عاما. ودرس في مدرسة ريئالي العبرية في حيفا ، حيث تركت في نفسه أثرا غير حياته، وقال عن تلك الفترة:
بدأ اهتمامي الأول بعلم الآثار عندما كنت طالبًا في مدرسة ريئالي في حيفا، تحت تأثير المدير الدكتور أرتور بيرام، الذي علمنا الكتاب المقدس ممزوجًا بالتاريخ القديم. وخلال تلك الأيام، ذهبنا في نزهات عديدة، وكنا نحب التنزه حاملين الكتاب المقدس في أيدينا. ومن بين الأماكن الأخرى، قمنا بزيارة السامرة القديمة والحفريات الأثرية للبعثة الأمريكية؛ وقمنا بزيارة القدس والحائط الغربي والخليل والحرم الابراهيمي. وأعتقد أن هذه هي البذور التي نبتت لاحقًا عندما دعاني البروفيسور أولبرايت، أحد علماء الآثار العظماء، للدراسة معه.
وبعد ذلك واصل دراسته في كلية المعلمين دافيد يلين في القدس. من 1928 إلى 1930 درّس في مدرسة ريئالي العبرية في حيفا. وفي عام 1930 بدأ دراسته في جامعة بنسلفانيا في فيلادلفيا وفي عام 1931 التحق كطالب في قسم دراسات الشرق الأدنى تحت إشراف البروفيسور ويليام إف أولبرايت في جامعة جونز هوبكنز في بالتيمور. وحصل على الماجستير عام 1934 والدكتوراه عام 1935.
توفي أبراهام بيران في عام 2008، قبل شهر من عيد ميلاده التاسع والتسعين في القدس.

## أعماله الأثرية
عاد بيران إلى القدس عام 1935، وعمل كزميل في المدارس الأمريكية للأبحاث الشرقية حتى عام 1937، وشارك في عدد من الحفريات الأثرية، بما في ذلك تل حليفة بالقرب من العقبة، والحفريات بالقرب من مدينتي الموصل وبغداد في العراق، وإربد في الأردن و رأس الحربة خارج القدس.
بناء على طلب من يتسحاق بن تسفي رئيس المجلس الوطني اليهودي (ولاحقا رئيس إسرائيل)، كتب بيران ردا على منشور مناهض للصهيونية كتبه الدكتور توفيق كنعان. وفي عام 1961 عين بيران رئيسًا لدائرة الآثار والمتاحف التابعة لوزارة التربية والتعليم والثقافة، وهو المنصب الذي شغله حتى عام 1974. بادر إلى إصدار مجلة "أخبار الآثار" باللغتين العبرية والإنجليزية. وبعد استيلاء إسرائيل على الضفة الغربية في عام 1967، بدأ بيران إجراء مسوحات أثرية في المنطقة. كما شغل منصب ممثل إسرائيل في اتفاقية لاهاي. وشجع في ندوات اليونسكو على بدء الحفريات الأثرية في منطقة الحائط الغربي وفي الحي اليهودي في القدس.
وكان له دور فعال في تأسيس متحف إسرائيل في القدس، وساهم في تجديد متحف روكفلر ومزار الكتاب الذي يحتوي على مخطوطات قمران.
ترأس منذ عام 1974 مدرسة نيلسون جلوك لعلم الآثار الكتابي في كلية الاتحاد العبري في القدس. وفي عام 1977 قام بتنظيم مؤتمر دولي حول موضوع المعابد والمرتفعات في زمن الكتاب المقدس ، ونشر نتائج المؤتمر في كتاب يحمل نفس الاسم عام 1981. وكان عضوًا في اللجنة المنظمة للمؤتمر الدولي لعلم آثار الكتاب المقدس في عامي 1984 و1990.
وفي عام 1966، بدأ بيران المشروع الذي اشتهر به: الحفريات في تل دان في شمال إسرائيل، التي استمرت لأكثر من 30 عامًا. و"التل" الذي يبلغ عمره 5000 عام عبارة عن تل يتكون من طبقة فوق طبقة من بقايا الحضارات التي احتلت الموقع ذات يوم. وفي الموقع اكتشف بيران أكبر موقع ديني تم العثور عليه على الإطلاق ويعود تاريخه إلى العصر الإسرائيلي. وكشفت الحفريات عن أجزاء من الفترة التي أعادت قبيلة دان الإسرائيلية استيطان مستوطنة لايش الكنعانية، على الرغم من أن هذه النقطة مبنية على الكتاب المقدس ولم يثبت أي دليل ذلك. ويعود التاريخ الذي وضعه بيران إلى الفترة السابقة للبطاركة، حيث قام بالتنقيب عن بوابة مقوسة، بالإضافة إلى جدار ترابي هائل يحيط بالمدينة. كما عثر بيران على قطع أثرية من فترة الملكية اليهودية – دفاعات المدينة وأسوارها وبواباتها بالإضافة إلى مرتفعات البوابة المذكورة في الكتاب المقدس.
وأهم اكتشافات بيران في التل كان نقشًا على لوح من البازلت، يُعرف بمسلة تل دان، يتكون من 13 سطرًا بالخط الكنعاني القديم يذكر بيت داود.

ويوضح البروفيسور أمنون بن تور، وهو عالم آثار إسرائيلي في الجامعة العبرية في القدس، أهمية هذه النقوس قائلا: 
في هذا النقش، الذي يعود تاريخه إلى حوالي 800 قبل الميلاد، يعتقد بيران أن ملكًا من بيت داود مذكور على أنه قُتل في المعركة مع الآراميين. وهذا هو المصدر الوحيد من خارج الكتاب المقدس الذي تم العثور عليه حتى الآن والذي يذكر وجود سلالة داود، وهو بالفعل مصدر من خارج الكتاب المقدس يؤكد وجود داود كشخصية تاريخية حقيقية. وخلال السنوات القليلة الماضية، نشر عدد من الباحثين الإنجليز والإسكندنافيين أعمالًا تشير إلى أن مملكتي (وشخصيات) داود وسليمان هي اختراعات أدبية وليست حقائق تاريخية. 
وكتب جورج أثاس عالم الآثار في كلية مور: 
وفيما يتعلق بنصوص الكتاب المقدس، يوضح نقش تل دان أن هناك جوانب تاريخية محددة في الكتاب المقدس لا يمكن تجاهلها بسهولة... لقد جعلنا نقش تل دان خطوة محددة أقرب إلى العثور على داود التاريخي.

## مهنة الخدمة المدنية
في عام 1937، أخذ بيران استراحة طويلة من العمل الأكاديمي وعلم الآثار، وتولى منصب ضابط مسؤول منطقة العفولة ومستوطنات وادي يزرعيل. وأشار بيران إلى التغيير المفاجئ في عمله قائلا: 
في عام 1937، ردًا على الأحداث (في ذلك الوقت)، طالب المستوطنون اليهود سلطات الانتداب البريطاني بتعيين ضباط يهود للتعامل مع مستوطناتهم حتى لا يضطروا إلى دخول المدن العربية المكتظة بالسكان (للتعامل مع الشؤون البيروقراطية). وعرضت علي الوكالة اليهودية هذا المنصب. وأجبت مستغربا: وما علاقة عالم الآثار بشئون الانتداب؟. فقالوا: ولكن هذا هو وادي (يزرعيل)! لذلك لم أستطع أن أرفض.
وفي عام 1938، بدأ بيران مسحًا أثريًا في وادي بيت شان بالتعاون مع روت بيرندشتادتر-أميران. وقد تم إنقاذه بأعجوبة بعد أن اصطدمت سيارته الجيب بلغم أرضي في الطريق إلى كيبوتس طيرات تسفي. وفي عام 1946، تم تعيين بيران مسؤولاً لمنطقة القدس. كما شغل منصب عضو في مجلس مدينة القدس حتى إعلان إسرائيل استقلال إسرائيل في عام 1948. وخلال الأيام الأخيرة من الانتداب البريطاني عام 1948، قام بيران بتعبئة سندات الملكية اليهودية حتى يتمكن أصحابها من استعادة أراضيهم ومنازلهم بعد الحرب المتوقعة. وقد رأى أن هذا الفعل يوازي تجارب يهودي آخر قام بإخفاء سندات الملكية في تلال يهودا لحمايتهم من الفيلق الروماني منذ ما يقرب من ألفي عام. 
وبعد استقلال إسرائيل، تم تعيين بيران كمساعد لسكرتير مجلس الوزراء، وعمل أيضًا كمساعد الحاكم العسكري للقدس. وخلال هذا الوقت قام بتغيير اسمه من بيرغمان إلى بيران. وحتى عام 1955 كان عضواً في لجنة الإشراف على اتفاقية وقف إطلاق النار مع الأردن. وفي عام 1955 تم تعيين بيران قنصلًا عامًا لإسرائيل في لوس أنجلوس في كاليفورنيا.

## وجهات النظر والآراء
ويبدو أن رأي بيران بأن دان (المدينة القديمة) وآبل بيت معكة والمنطقة المحيطة بها احتلها الإسرائيليون في عهد الملكين داود وسليمان قد تم تأكيده. 

وأوضح بيران وجهة نظره الخاصة حول أهمية علم الآثار، وخاصة بالنسبة لليهود في إسرائيل الحديثة: 
علم الآثار الإسرائيلي مهم لتمكيننا من فهم الأمم التي عاشت هنا منذ عصور ما قبل التاريخ فصاعدا. وبما أن قصص الكتاب المقدس مرتبطة بهذه الأرض المحددة، فإن كل اكتشاف أثري (في إسرائيل) له أهمية لفهم الكتاب المقدس. نود أن نحدد ونتعرف على الأماكن التي سمعنا فيها عن نشأتنا في دراسة الكتاب المقدس في المدرسة.
وظل بيران غير اعتذاري عن سيطرة إسرائيل على الضفة الغربية والقدس. قال: 
في زمن الحرب، يتولى المنتصر ملكية المهزوم. وهذا ما فعله الأردنيون في البلدة القديمة وفي المناطق التي سيطروا عليها، وهذا ما فعله الإسرائيليون بعد عام 1967.

## الجوائز
- في عام 1984، حصل بيران على جائزة شيميل لعلم الآثار.
- في عام 1996 حصل على جائزة ياكير يروشلايم (المواطن الفخري للقدس). [13]
- وفي عام 2002 حصل على جائزة إسرائيل في علم الآثار. [3] [4]

- دان: 25 عامًا من التنقيب (بالعبرية)، مطبعة كيبوتس هميئوحاد وجمعية استكشاف إسرائيل وآثارها، 1992
- المعابد والأماكن المرتفعة في زمن الكتاب المقدس ، مطبعة كلية الاتحاد العبري، 1977
- دان الكتاب المقدس ، كلية الاتحاد العبري، 1994
- تقرير مفصل عن التنقيب في تل دان ، (5 أجزاء [14] )، مطبعة كلية الاتحاد العبري